# 香川郡
- 令制国一覧 > 南海道 > 讃岐国 > 香川郡
- 日本 > 四国地方 > 香川県 > 香川郡

香川郡(■)の県内位置図(2006年以降)

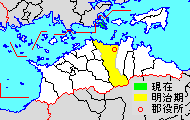
香川県香川郡の範囲（緑：直島町）

香川郡（かがわぐん）は、香川県（讃岐国）の郡。
人口2,944人、面積14.21km²、人口密度207人/km²。（2025年2月1日、推計人口）
以下の1町を含む。
- 直島町（なおしまちょう）

## 概要
「香川県」の県名は県庁が置かれた高松が当郡にあったことによるものである。
奈良時代から香河郡の名があり、平安時代の辞書和名抄にも介加波郡（けかはぐん）とある。なお戦国時代には讃岐国西部を香川氏が治めたが、その名の由来は祖先が相模国高座郡香川郷（神奈川県茅ヶ崎市香川）を領有したことにあり、香川郡との関係はない。
元々香川県のうち高松市中心部を含む高松平野の東半分を領域とする広大な郡であったが、1890年（明治23年）2月15日に香川県において市制・町村制が施行されたことによって高松市が郡から独立したのを皮切りに、所属町村が100年余りをかけて次々と高松市へ合併して消滅し、遂に2006年（平成18年）には四国本土部分における最後の自治体であった香川町、香南町が高松市へ合併したことにより、香川郡は四国本土から消滅した。2006年以降の香川郡は島嶼部である直島町1町が所属するのみであるが、この直島諸島は明治時代までいずれの郡に属しない地域であったため、古来からの郡域という意味における香川郡は2006年時点で全域が高松市となっている。
郡内の直島諸島、男木島、女木島は「直島3島」と総称され、明治5年（1872年）まで香川郡には所属しておらず、江戸時代は郡に相当する広域単位としての「小豆島」に属していた。

## 郡域
1878年（明治11年）に行政区画として発足した当時の郡域は、上記1町のほか、現在の行政区画では概ね以下の区域に相当する。
- 高松市（木太町、林町、上林町、三谷町、西植田町、菅沢町以東および国分寺町各町を除く）

## 歴史

### 旧役所・郡衙等
- 郡衙推定地（律令制） - 現・高松市仏生山町甲の旧香川県農業試験場跡において郡衙跡の可能性がある建物群が発掘されている[2]。
- 郡役所所在地（郡区町村編制法）
  - 1878年（明治11年）〜1881年（明治14年） - 高松内町
  - 1881年（明治14年）〜 - 高松三番丁（法泉寺内）、「香川山田郡役所」として2郡を管轄。
- 郡役所所在地（郡制） - 栗林村大字藤塚→高松市藤塚町[注釈 1]（現・高松市藤塚町一丁目13番付近）
- 地方事務所所在地（改正地方官官制） - 高松市、「讃岐地方事務所」として木田郡とともに管轄。

### 古代

#### 郷
『和名類聚抄』に記される郡内の郷。
- 野原（箆原、笑原）郷、太田郷、多配（多肥）郷
- 百合（百相）郷、大野郷、由佐郷
- 安原郷、笠居郷、飯田郷
- 坂田郷、中間郷、成相（成合）郷
- 圓座（円座）郷、川邊（川辺）郷

#### 式内社
『延喜式』神名帳に記される郡内の式内社。
| 神名帳           | 神名帳   | 神名帳 | 神名帳 | 比定社   | 比定社             | 比定社     | 集成 |
| 社名             | 読み     | 格     | 付記   | 社名     | 所在地             | 備考       | 集成 |
| ---------------- | -------- | ------ | ------ | -------- | ------------------ | ---------- | ---- |
| 香川郡 1座（大） |          |        |        |          |                    |            |      |
| 田村神社         | タムラノ | 名神大 |        | 田村神社 | 香川県高松市一宮町 | 讃岐国一宮 |      |
| 凡例を表示       |          |        |        |          |                    |            |      |

### 近現代
- 明治初年時点では全域が高松藩領であった。「旧高旧領取調帳」に記載されている明治初年時点に存在した村は以下の通り。後に当郡の管轄となる直島、男木島、女木島は当時はどこの郡にも属さず、幕府領（高松藩預地）であった。（1町49村）

高松、西浜村、宮脇村、中ノ村、上ノ村、東浜村、福岡村、松縄村、今里村、伏石村、下多肥村、上多肥村、太田村、鹿角村、一宮村、出作村、三名村、百相村、寺井村、大野村、浅野村、川東上村、川東下村、川内原村、東谷村、安原下村、安原上村、岡村、由佐村、吉光村、横井村、池内村、西庄村、郷東村、笠居村、鶴市村、飯田村、檀紙村、御厩村、中間村、山崎村、岡本村、川部村、円座村、成合村、勅使村、馬場村、沖村、坂田村、万蔵村
- 1868年（慶応4年）
  - 1月20日 - 旧幕府朱印地寺社領と直島・男木島・女木島が高知藩預地となる。
  - 5月23日 - 直島・男木島・女木島が倉敷県に移管。
  - 8月5日 - 旧幕府朱印地寺社領が高松藩に移管。
- 1871年（明治4年）
  - 8月29日 - 廃藩置県により高松県の管轄となる。
  - 10月5日 - 直島・男木島・女木島が丸亀県に移管。
  - 11月15日 - 第1次府県統合により香川県（第1次）の管轄となる。
- 1872年（明治5年） - 直島・男木島・女木島が当郡に所属。（1町52村）
- 1873年（明治6年）2月20日 - 名東県の管轄となる。
- 1875年（明治8年）9月5日 - 香川県（第2次）の管轄となる。
- 1876年（明治9年）8月21日 - 第2次府県統合により愛媛県の管轄となる。
- 1878年（明治11年）12月16日 - 郡区町村編制法の愛媛県での施行により、行政区画としての香川郡が発足。郡役所を高松内町に設置。
- 1881年（明治14年）（1町57村）
  - 「三木山田郡役所」の廃止により香川郡役所が「香川山田郡役所」に改組され、山田郡とともに管轄。郡役所を高松三番丁の法泉寺内（現番町一丁目、同二丁目、錦町一丁目、紺屋町4町境界付近）に設置。
  - 福岡村が福岡下村、福岡上村に分村。
  - 笠居村が上笠居村、中笠居村、下笠居村に分村。
  - 安原上村より安原上東村、安原上西村が分村。
- 1888年（明治21年）12月3日 - 香川県（第3次）の管轄となる。

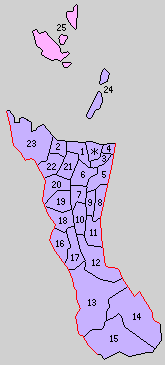
1.宮脇村 2.中笠居村 3.栗林村 4.東浜村 5.太田村 6.鷺田村 7.一宮村 8.多肥村 9.百相村 10.大野村 11.浅野村 12.川東村 13.安原村 14.安原上東村 15.安原上西村 16.池西村 17.由佐村 18.川岡村 19.円座村 20.檀紙村 21.弦打村 22.上笠居村 23.下笠居村 24.雌雄島村 25.直島村（紫：高松市 桃：直島町。＊は発足時の高松市）

- 1890年（明治23年）2月15日 - 市制・町村制の香川県での施行により、高松市と以下の町村が発足。高松市となった地域は郡より離脱。特記以外は全域が現・高松市。（25村）
  - 高松市 ← 内町、東浜町、新材木町、通町、本町、上横町、下横町、北浜材木町、鶴屋町、魚屋町、内磨屋町、工町、浜ノ町、天神前、南鍛冶屋町、北亀井町、南亀井町、西瓦町、東瓦町、田町、中新町、新瓦町、南新町、旅籠町、西通町、兵庫町、丸亀町、古新町、外磨屋町、南紺屋町、一番町、二番町、三番町、四番町、五番町、六番町、七番町、八番町、九番町、十番町、西新町、西浜町、木蔵町、塩屋町、片原町、百間町、大工町、桶屋町、野方町、今新町、七十間町、御坊町、新通町、井口町、新塩屋町、築地町、福田町、北古馬場町、古馬場町（以上は高松城下より）、東浜村（一部）、中ノ村（一部）
  - 宮脇村 ← 宮脇村、西浜村
  - 中笠居村（単独村制）
  - 栗林村 ← 藤塚町（高松城下より）、中ノ村（大部分）、上ノ村
  - 東浜村 ← 東浜村（大部分）、福岡下村
  - 太田村 ← 太田村、松縄村、伏石村、今里村、福岡上村
  - 鷺田村 ← 坂田村、勅使村、馬場村、沖村、万蔵村
  - 一宮村 ← 一宮村、成合村、鹿角村、三名村
  - 多肥村 ← 出作村（大部分）、上多肥村、下多肥村
  - 百相村 ← 百相村、出作村（一部）
  - 大野村 ← 大野村、寺井村
  - 浅野村（単独村制）
  - 川東村 ← 川東上村、川東下村、川内原村
  - 安原村 ← 安原下村、東谷村
  - 安原上東村 ← 安原上東村、安原上村
  - 安原上西村（単独村制）
  - 池西村 ← 池内村、西庄村、横井村
  - 由佐村 ← 由佐村、岡村、吉光村
  - 川岡村 ← 川部村、岡本村
  - 円座村 ← 円座村、山崎村
  - 檀紙村 ← 檀紙村、御厩村、中間村
  - 弦打村 ← 鶴市村、飯田村、郷東村
  - 上笠居村（単独村制）
  - 下笠居村（単独村制）
  - 雌雄島村 ← 女木島、男木島
  - 直島村（直島が単独村制。現直島町）
- 1898年（明治31年）2月11日 - 百相村が町制施行・改称して仏生山町となる。（1町24村）
- 1899年（明治32年）4月1日 - 郡制を施行。
- 1914年（大正3年）5月1日 - 宮脇村が高松市に編入。（1町23村）
- 1915年（大正4年）2月11日 - 中笠居村が町制施行・改称して香西町となる。（2町22村）
- 1918年（大正7年）4月3日 - 安原上東村が塩江村に改称。
- 1921年（大正10年）
  - 1月1日 - 東浜村が高松市に編入。（2町21村）
  - 11月1日 - 栗林村が高松市に編入。（2町20村）
- 1923年（大正12年）3月31日 - 郡会が廃止。郡役所は存続。
- 1926年（大正15年）6月30日 - 郡役所が廃止。以降は地域区分名称となる。
- 1940年（昭和15年）2月11日 - 鷺田村・太田村が高松市に編入。（2町18村）
- 1951年（昭和26年）4月1日 - 安原上西村が上西村に改称。
- 1954年（昭和29年）4月1日 - 直島村が町制施行して直島町となる。（3町17村）
- 1955年（昭和30年）4月1日 - 大野村・川東村・浅野村が合併して香川町が発足。（4町14村）
- 1956年（昭和31年）
  - 9月30日（4町）
    - 仏生山町・香西町・一宮村・円座村・下笠居村・弦打村・雌雄島村・上笠居村・川岡村・多肥村・檀紙村が高松市に編入。
    - 由佐村・池西村が合併して香南町が発足。
    - 塩江村・上西村・安原村が合併して塩江町が発足。

  - 10月25日 - 塩江町の一部（東谷および安原下の一部）が香川町に編入。
- 1958年（昭和33年）4月1日 - 香川町の一部（寺井の一部）が高松市に編入。
- 2005年（平成17年）9月26日 - 塩江町が高松市に編入。（3町）
- 2006年（平成18年）1月10日 - 香川町・香南町が高松市に編入。（1町）

#### 変遷表
| 明治23年以前   | 明治23年2月15日              | 明治23年 - 大正15年               | 昭和元年 - 昭和19年          | 昭和20年 - 昭和29年 | 昭和20年 - 昭和29年        | 昭和30年 - 昭和63年          | 昭和30年 - 昭和63年           | 平成元年 - 現在              | 現在   |
| -------------- | ---------------------------- | --------------------------------- | ---------------------------- | ------------------- | -------------------------- | ---------------------------- | ----------------------------- | ---------------------------- | ------ |
| 髙松           | 高松市                       | 高松市                            | 高松市                       | 高松市              | 高松市                     | 高松市                       | 高松市                        | 高松市                       | 高松市 |
| 東濱村の一部   | 高松市                       | 高松市                            | 高松市                       | 高松市              | 高松市                     | 高松市                       | 高松市                        | 高松市                       | 高松市 |
| 中ノ村         | 高松市                       | 高松市                            | 高松市                       | 高松市              | 高松市                     | 高松市                       | 高松市                        | 高松市                       | 高松市 |
| 栗林村         | 大正10年11月1日 高松市に編入 |                                   | 高松市                       | 高松市              | 高松市                     | 高松市                       | 高松市                        | 高松市                       | 高松市 |
| 栗林村         | 大正10年11月1日 高松市に編入 | 藤塚町                            | 高松市                       | 高松市              | 高松市                     | 高松市                       | 高松市                        | 高松市                       | 高松市 |
| 栗林村         | 大正10年11月1日 高松市に編入 | 上ノ村                            | 高松市                       | 高松市              | 高松市                     | 高松市                       | 高松市                        | 高松市                       | 高松市 |
| 宮脇村         | 宮脇村                       | 大正3年5月1日 高松市に編入        | 高松市                       | 高松市              | 高松市                     | 高松市                       | 高松市                        | 高松市                       | 高松市 |
| 西濱村         | 宮脇村                       | 大正3年5月1日 高松市に編入        | 高松市                       | 高松市              | 高松市                     | 高松市                       | 高松市                        | 高松市                       | 高松市 |
| 東濱村         | 東濱村                       | 大正10年1月1日 高松市に編入       | 高松市                       | 高松市              | 高松市                     | 高松市                       | 高松市                        | 高松市                       | 高松市 |
| 福岡下村       | 東濱村                       | 大正10年1月1日 高松市に編入       | 高松市                       | 高松市              | 高松市                     | 高松市                       | 高松市                        | 高松市                       | 高松市 |
| 坂田村         | 鷺田村                       | 鷺田村                            | 昭和15年2月11日 高松市に編入 | 高松市              | 高松市                     | 高松市                       | 高松市                        | 高松市                       | 高松市 |
| 勅使村         | 鷺田村                       | 鷺田村                            | 昭和15年2月11日 高松市に編入 | 高松市              | 高松市                     | 高松市                       | 高松市                        | 高松市                       | 高松市 |
| 馬場村         | 鷺田村                       | 鷺田村                            | 昭和15年2月11日 高松市に編入 | 高松市              | 高松市                     | 高松市                       | 高松市                        | 高松市                       | 高松市 |
| 萬藏村         | 鷺田村                       | 鷺田村                            | 昭和15年2月11日 高松市に編入 | 高松市              | 高松市                     | 高松市                       | 高松市                        | 高松市                       | 高松市 |
| 沖村           | 鷺田村                       | 鷺田村                            | 昭和15年2月11日 高松市に編入 | 高松市              | 高松市                     | 高松市                       | 高松市                        | 高松市                       | 高松市 |
| 太田村         | 太田村                       | 太田村                            | 昭和15年2月11日 高松市に編入 | 高松市              | 高松市                     | 高松市                       | 高松市                        | 高松市                       | 高松市 |
| 伏石村         | 太田村                       | 太田村                            | 昭和15年2月11日 高松市に編入 | 高松市              | 高松市                     | 高松市                       | 高松市                        | 高松市                       | 高松市 |
| 松繩村         | 太田村                       | 太田村                            | 昭和15年2月11日 高松市に編入 | 高松市              | 高松市                     | 高松市                       | 高松市                        | 高松市                       | 高松市 |
| 福岡上村       | 太田村                       | 太田村                            | 昭和15年2月11日 高松市に編入 | 高松市              | 高松市                     | 高松市                       | 高松市                        | 高松市                       | 高松市 |
| 今里村         | 太田村                       | 太田村                            | 昭和15年2月11日 高松市に編入 | 高松市              | 高松市                     | 高松市                       | 高松市                        | 高松市                       | 高松市 |
| 鶴市村         | 弦打村                       | 弦打村                            | 弦打村                       | 弦打村              | 弦打村                     | 昭和31年9月30日 高松市に編入 | 昭和31年9月30日 高松市に編入  | 高松市                       | 高松市 |
| 飯田村         | 弦打村                       | 弦打村                            | 弦打村                       | 弦打村              | 弦打村                     | 昭和31年9月30日 高松市に編入 | 昭和31年9月30日 高松市に編入  | 高松市                       | 高松市 |
| 郷東村         | 弦打村                       | 弦打村                            | 弦打村                       | 弦打村              | 弦打村                     | 昭和31年9月30日 高松市に編入 | 昭和31年9月30日 高松市に編入  | 高松市                       | 高松市 |
| 上笠居村       | 上笠居村                     | 上笠居村                          | 上笠居村                     | 上笠居村            | 上笠居村                   | 昭和31年9月30日 高松市に編入 | 昭和31年9月30日 高松市に編入  | 高松市                       | 高松市 |
| 中笠居村       | 中笠居村                     | 大正4年2月11日 町制改称 香西町    | 香西町                       | 香西町              | 香西町                     | 昭和31年9月30日 高松市に編入 | 昭和31年9月30日 高松市に編入  | 高松市                       | 高松市 |
| 下笠居村       | 下笠居村                     | 下笠居村                          | 下笠居村                     | 下笠居村            | 下笠居村                   | 昭和31年9月30日 高松市に編入 | 昭和31年9月30日 高松市に編入  | 高松市                       | 高松市 |
| 檀紙村         | 檀紙村                       | 檀紙村                            | 檀紙村                       | 檀紙村              | 檀紙村                     | 昭和31年9月30日 高松市に編入 | 昭和31年9月30日 高松市に編入  | 高松市                       | 高松市 |
| 御厩村         | 檀紙村                       | 檀紙村                            | 檀紙村                       | 檀紙村              | 檀紙村                     | 昭和31年9月30日 高松市に編入 | 昭和31年9月30日 高松市に編入  | 高松市                       | 高松市 |
| 中間村         | 檀紙村                       | 檀紙村                            | 檀紙村                       | 檀紙村              | 檀紙村                     | 昭和31年9月30日 高松市に編入 | 昭和31年9月30日 高松市に編入  | 高松市                       | 高松市 |
| 百相村         | 百相村                       | 明治31年2月11日 町制改称 仏生山町 | 仏生山町                     | 仏生山町            | 仏生山町                   | 昭和31年9月30日 高松市に編入 | 昭和31年9月30日 高松市に編入  | 高松市                       | 高松市 |
| 出作村         | 百相村                       | 明治31年2月11日 町制改称 仏生山町 | 仏生山町                     | 仏生山町            | 仏生山町                   | 昭和31年9月30日 高松市に編入 | 昭和31年9月30日 高松市に編入  | 高松市                       | 高松市 |
| 下多肥村       | 多肥村                       | 多肥村                            | 多肥村                       | 多肥村              | 多肥村                     | 昭和31年9月30日 高松市に編入 | 昭和31年9月30日 高松市に編入  | 高松市                       | 高松市 |
| 上多肥村       | 多肥村                       | 多肥村                            | 多肥村                       | 多肥村              | 多肥村                     | 昭和31年9月30日 高松市に編入 | 昭和31年9月30日 高松市に編入  | 高松市                       | 高松市 |
| 一宮村         | 一宮村                       | 一宮村                            | 一宮村                       | 一宮村              | 一宮村                     | 昭和31年9月30日 高松市に編入 | 昭和31年9月30日 高松市に編入  | 高松市                       | 高松市 |
| 三名村         | 一宮村                       | 一宮村                            | 一宮村                       | 一宮村              | 一宮村                     | 昭和31年9月30日 高松市に編入 | 昭和31年9月30日 高松市に編入  | 高松市                       | 高松市 |
| 鹿角村         | 一宮村                       | 一宮村                            | 一宮村                       | 一宮村              | 一宮村                     | 昭和31年9月30日 高松市に編入 | 昭和31年9月30日 高松市に編入  | 高松市                       | 高松市 |
| 成合村         | 一宮村                       | 一宮村                            | 一宮村                       | 一宮村              | 一宮村                     | 昭和31年9月30日 高松市に編入 | 昭和31年9月30日 高松市に編入  | 高松市                       | 高松市 |
| 圓坐村         | 圓坐村                       | 圓坐村                            | 圓坐村                       | 円座村              | 円座村                     | 昭和31年9月30日 高松市に編入 | 昭和31年9月30日 高松市に編入  | 高松市                       | 高松市 |
| 山﨑村         | 圓坐村                       | 圓坐村                            | 圓坐村                       | 円座村              | 円座村                     | 昭和31年9月30日 高松市に編入 | 昭和31年9月30日 高松市に編入  | 高松市                       | 高松市 |
| 川部村         | 川岡村                       | 川岡村                            | 川岡村                       | 川岡村              | 川岡村                     | 昭和31年9月30日 高松市に編入 | 昭和31年9月30日 高松市に編入  | 高松市                       | 高松市 |
| 岡本村         | 川岡村                       | 川岡村                            | 川岡村                       | 川岡村              | 川岡村                     | 昭和31年9月30日 高松市に編入 | 昭和31年9月30日 高松市に編入  | 高松市                       | 高松市 |
| 女木島         | 雌雄島村                     | 雌雄島村                          | 雌雄島村                     | 雌雄島村            | 雌雄島村                   | 昭和31年9月30日 高松市に編入 | 昭和31年9月30日 高松市に編入  | 高松市                       | 高松市 |
| 男木島         | 雌雄島村                     | 雌雄島村                          | 雌雄島村                     | 雌雄島村            | 雌雄島村                   | 昭和31年9月30日 高松市に編入 | 昭和31年9月30日 高松市に編入  | 高松市                       | 高松市 |
| 寺井村         | 大野村                       | 大野村                            | 大野村                       | 大野村              | 大野村                     | 昭和30年4月1日 香川町        | 昭和33年4月1日 高松市に編入   | 高松市                       | 高松市 |
| 寺井村の一部   | 大野村                       | 大野村                            | 大野村                       | 大野村              | 大野村                     | 昭和30年4月1日 香川町        | 香川町                        | 平成18年1月10日 高松市に編入 | 高松市 |
| 大野村         | 大野村                       | 大野村                            | 大野村                       | 大野村              | 大野村                     | 昭和30年4月1日 香川町        | 香川町                        | 平成18年1月10日 高松市に編入 | 高松市 |
| 川東上村       | 川東村                       | 川東村                            | 川東村                       | 川東村              | 川東村                     | 昭和30年4月1日 香川町        | 香川町                        | 平成18年1月10日 高松市に編入 | 高松市 |
| 川東下村       | 川東村                       | 川東村                            | 川東村                       | 川東村              | 川東村                     | 昭和30年4月1日 香川町        | 香川町                        | 平成18年1月10日 高松市に編入 | 高松市 |
| 川内原村       | 川東村                       | 川東村                            | 川東村                       | 川東村              | 川東村                     | 昭和30年4月1日 香川町        | 香川町                        | 平成18年1月10日 高松市に編入 | 高松市 |
| 淺野村         | 淺野村                       | 淺野村                            | 淺野村                       | 浅野村              | 浅野村                     | 昭和30年4月1日 香川町        | 香川町                        | 平成18年1月10日 高松市に編入 | 高松市 |
| 由佐村         | 由佐村                       | 由佐村                            | 由佐村                       | 由佐村              | 由佐村                     | 昭和31年9月30日 香南町       | 昭和31年9月30日 香南町        | 平成18年1月10日 高松市に編入 | 高松市 |
| 岡村           | 由佐村                       | 由佐村                            | 由佐村                       | 由佐村              | 由佐村                     | 昭和31年9月30日 香南町       | 昭和31年9月30日 香南町        | 平成18年1月10日 高松市に編入 | 高松市 |
| 吉光村         | 由佐村                       | 由佐村                            | 由佐村                       | 由佐村              | 由佐村                     | 昭和31年9月30日 香南町       | 昭和31年9月30日 香南町        | 平成18年1月10日 高松市に編入 | 高松市 |
| 池内村         | 池西村                       | 池西村                            | 池西村                       | 池西村              | 池西村                     | 昭和31年9月30日 香南町       | 昭和31年9月30日 香南町        | 平成18年1月10日 高松市に編入 | 高松市 |
| 西庄村         | 池西村                       | 池西村                            | 池西村                       | 池西村              | 池西村                     | 昭和31年9月30日 香南町       | 昭和31年9月30日 香南町        | 平成18年1月10日 高松市に編入 | 高松市 |
| 横井村         | 池西村                       | 池西村                            | 池西村                       | 池西村              | 池西村                     | 昭和31年9月30日 香南町       | 昭和31年9月30日 香南町        | 平成18年1月10日 高松市に編入 | 高松市 |
| 東谷村         | 安原村                       | 安原村                            | 安原村                       | 安原村              | 安原村                     | 昭和31年9月30日 塩江町       | 昭和31年10月25日 香川町に編入 | 平成18年1月10日 高松市に編入 | 高松市 |
| 安原下村の一部 | 安原村                       | 安原村                            | 安原村                       | 安原村              | 安原村                     | 昭和31年9月30日 塩江町       | 昭和31年10月25日 香川町に編入 | 平成18年1月10日 高松市に編入 | 高松市 |
| 安原下村       | 安原村                       | 安原村                            | 安原村                       | 安原村              | 安原村                     | 昭和31年9月30日 塩江町       | 塩江町                        | 平成17年9月26日 高松市に編入 | 高松市 |
| 安原上東村     | 安原上東村                   | 大正7年4月3日 改称 盬江村         | 盬江村                       | 塩江村              | 塩江村                     | 昭和31年9月30日 塩江町       | 塩江町                        | 平成17年9月26日 高松市に編入 | 高松市 |
| 安原上村       | 安原上東村                   | 大正7年4月3日 改称 盬江村         | 盬江村                       | 塩江村              | 塩江村                     | 昭和31年9月30日 塩江町       | 塩江町                        | 平成17年9月26日 高松市に編入 | 高松市 |
| 安原上西村     | 安原上西村                   | 安原上西村                        | 安原上西村                   | 安原上西村          | 昭和26年4月1日 改称 上西村 | 昭和31年9月30日 塩江町       | 塩江町                        | 平成17年9月26日 高松市に編入 | 高松市 |
| 直島           | 直島村                       | 直島村                            | 直島村                       | 昭和29年4月1日 町制 | 昭和29年4月1日 町制        | 直島町                       | 直島町                        | 直島町                       | 直島町 |

## 行政
愛媛県香川郡長
| 代 | 氏名 | 就任年月日                 | 退任年月日         | 備考 |
| -- | ---- | -------------------------- | ------------------ | ---- |
| 1  |      | 明治11年（1878年）12月16日 |                    |      |
|    |      |                            | 明治14年（1881年） | 廃官 |

愛媛県香川・山田郡長
| 代 | 氏名 | 就任年月日         | 退任年月日                | 備考         |
| -- | ---- | ------------------ | ------------------------- | ------------ |
| 1  |      | 明治14年（1881年） |                           |              |
|    |      |                    | 明治21年（1888年）12月2日 | 香川県に移管 |

香川県香川・山田郡長
| 代 | 氏名 | 就任年月日                | 退任年月日                | 備考 |
| -- | ---- | ------------------------- | ------------------------- | ---- |
| 1  |      | 明治21年（1888年）12月3日 |                           |      |
|    |      |                           | 明治32年（1899年）3月31日 | 廃官 |

香川県香川郡長
| 代 | 氏名 | 就任年月日               | 退任年月日                | 備考                   |
| -- | ---- | ------------------------ | ------------------------- | ---------------------- |
| 1  |      | 明治32年（1899年）4月1日 |                           |                        |
|    |      |                          | 大正15年（1926年）6月30日 | 郡役所廃止により、廃官 |